# Zajęczy Kąt
Zajęczy Kąt – nieoficjalna nazwa osady leśnej należącej do sąsiedniej osady leśnej Grabowa Buchta w Polsce położona w województwie kujawsko-pomorskim, w powiecie świeckim, w gminie Osie.
Miejscowość leży na południowowschodnim krańcu kompleksu Borów Tucholskich.
W latach 1975–1998 miejscowość administracyjnie należała do województwa bydgoskiego.